# Christopher Wegelius
Harald Christopher Wegelius, född 13 september 1944 i Helsingfors, är en finländsk bankman och ryttare. Han är far till Charles Wegelius.
Wegelius, som blev vicehäradshövding 1972, var verkställande direktör för Sparbankernas centralaktiebank 1985–1989 och koncernchef för denna 1989–1991. Under bankkrisens dagar i början av 1990-talet övertogs nämnda bank av Finlands Bank och försattes slutligen i likvidation. Wegelius drabbades av i samband med detta av åtal och krav på skadestånd för föregivet våghalsiga aktietransaktioner men frikändes i hovrätten.
Wegelius är en av Finlands framgångsrikaste ryttare. Han kom på tolfte plats i banhoppning vid Olympiska sommarspelen 1980 (Monday Morning), vann silver i nordiska mästerskapen 1977, brons 1981 och 1983, lagsilver 1991. Han blev finländsk mästare 1971, 1973, 1974, 1977, 1981 och 1988, silver 1974–1976, 1984 och 1987, brons 1976, 1986, 1989, 1992 och 1994. I hall-FM vann han guld 1986 och 1989. Av övriga segrar kan nämnas fyra Finn Derby-vinster och seger i Dunhill Trophy (1979) samt tiotals internationella GP-placeringar i Europa 1976–1981. Han var ordförande för Finlands ryttarförbund 1985–1992. 
Wegelius har utgivit böckerna Minä, Christopher Wegelius – Päiväkirja pimeiden voimien vuosilta (i samarbete med Mauno Saari, 1992) och Hevoskaupan käsikirja (2005).